# FGFBP1
FGFBP1‏ (Fibroblast growth factor binding protein 1) هوَ بروتين يُشَفر بواسطة جين FGFBP1 في الإنسان.